# گوش‌نقره‌ای
گوش‌نقره‌ای(نام علمی: Leiothrix argentauris) نام یک گونه از تیره سسکیان است.